# Théâtre João-Caetano

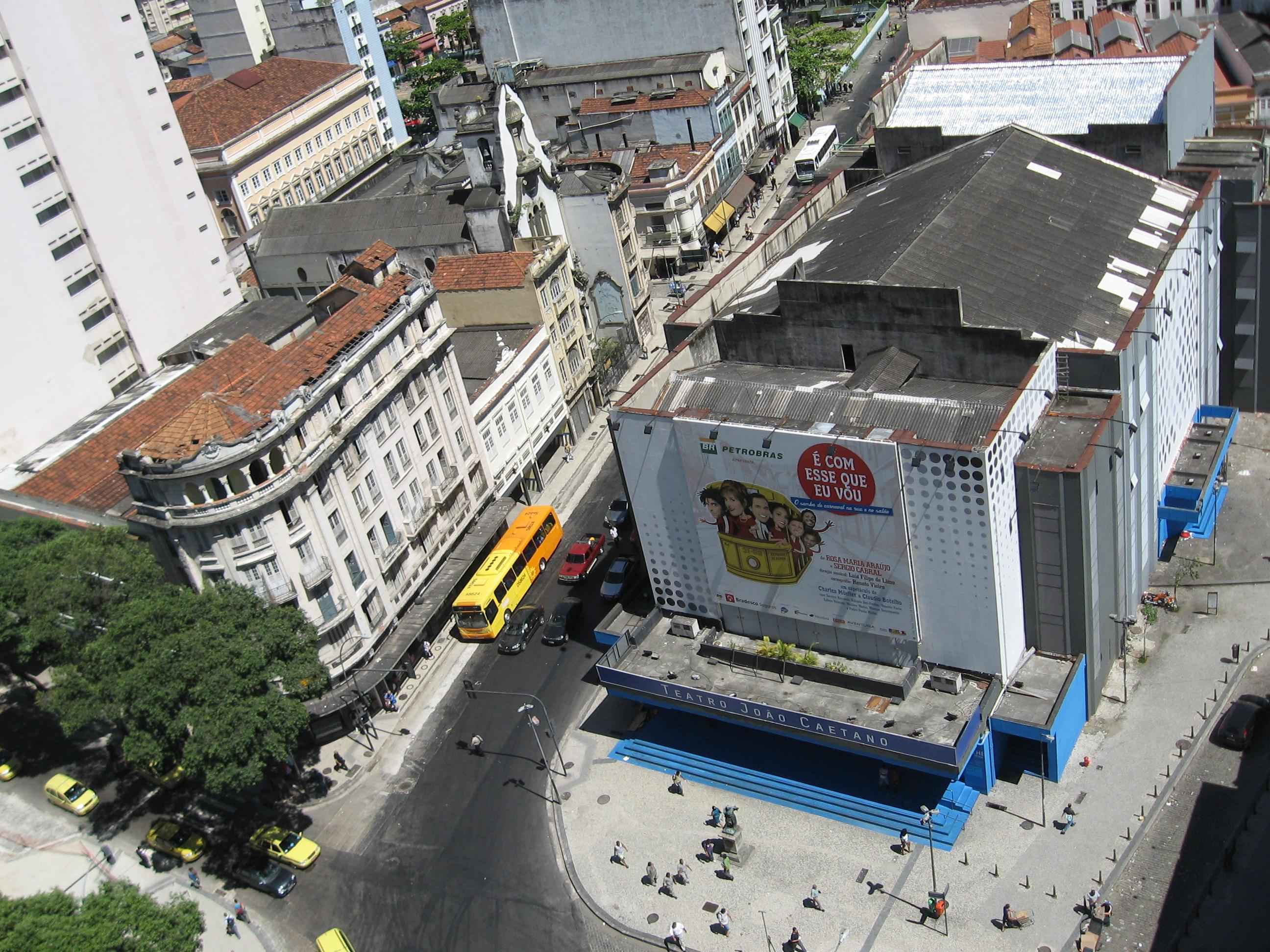
Le théâtre João-Caetano.

Le Théâtre João-Caetano est le plus ancien théâtre de la ville de Rio de Janeiro.

## Historique
Le théâtre João-Caetano a été inauguré en 1813, il est situé sur la place Tiradentes et a une capacité de 1 222 personnes. 
D'abord nommé Théâtre royal de Saint-Jean puis Théâtre impérial Saint-Pierre d'Alcantara et Théâtre constitutionnel, il porte le nom de l'acteur João Caetano (pt) depuis 1923.